# Cayo Stranger
El Cayo Stranger o Strangers (en inglés: Stranger Cay, literalmente "Cayo Extraño") es la segunda isla más septentrional que posee un nombre en las Bahamas, siendo la más septentrional próxima al Cayo Walker. Se encuentra al noroeste de la isla de Ábaco. Tiene una longitud de media milla de oeste a este, y una anchura de dos millas (3 kilómetros) de noroeste a sureste. La superficie total es de 360 acres (1,5 kilómetros cuadrados). La isla tiene una altura de hasta 50 pies (15 m). Un estanque se encuentra en la parte sur.
Cayo Stranger se encuentra a 200 kilómetros al noreste de Miami, Florida y a 140 millas al noreste de Nassau, Bahamas.